# Finlands ambassad i Reykjavík
Finlands ambassad i Reykjavik representerar Finland i Island. Efter att diplomatiska förhållanden knutits mellan Finland och Island 15 augusti 1947 representerades Finland från Finlands ambassad i Oslo, tills Finland 1 september 1982 öppnade en egen ambassad i Island, som fram tills då var det enda nordiska landet där Finland inte hade en ambassad.
Ambassadens utrymmen var i början i Hotell Saga, men flyttade till hyrda utrymmen i handelskammarens byggnad juni 1983, men då dessa var för trånga valde ambassaden att köpa en fastighet. En lämplig sådan hittades på Túngata 30 år 1988, och ambassaden har befunnit sig där sedan dess. Byggnaden är från 1929, och är av kulturhistoriskt värde och har skyddats.

## Finlands representation i Island (stationeringsort Oslo)
| Namn                 | Period    | Funktion                           |
| -------------------- | --------- | ---------------------------------- |
| P.K. Tarjanne        | 1947–1950 | envoyé                             |
| Eduard Hjalmar Palin | 1950–1958 | envoyé                             |
| Tyyne Leivo-Larsson  | 1958–1965 | envoyé 1958–64, ambassadör 1964–65 |
| Pentti Suomela       | 1966–1972 | ambassadör                         |
| Olavi Munkki         | 1973–1976 | ambassadör                         |
| Lars Lindeman        | 1976–1982 | ambassadör                         |

## Finlands representation i Island (stationeringsort Reykjavik)
| Namn              | Period                            | Funktion              |
| ----------------- | --------------------------------- | --------------------- |
| Martin Isaksson   | 1 oktober 1982–31 juli 1985       | ambassadör            |
| Anders Huldén     | 1 augusti 1985–31 augusti 1989    | ambassadör            |
| Håkan Branders    | 1 september 1989–31 maj 1993      | ambassadör            |
| Tom Söderman      | 1 juni 1993–31 mars 2000          | ambassadör            |
| Timo Koponen      | 1 april 2000–30 september 2004    | ambassadör            |
| Kai Granholm      | 1 oktober 2004–31 augusti 2008    | ambassadör            |
| Hannu Hämäläinen  | 1 september 2008–30 november 2010 | ambassadör            |
| Ari Tasanen       | 1 december 2010–31 augusti 2011   | chargé d'affaires a.i |
| Irma Ertman       | 1 september 2011–31 augusti 2014  | ambassadör            |
| Valtteri Hirvonen | 1 september 2014–                 | ambassadör            |